# Шилоклювковые
Шилоклю́вковые (лат. Recurvirostridae) — семейство птиц из отряда ржанкообразных. Встречаются почти исключительно в тропических и умеренных широтах.
Шилоклювковые — большие птицы с чёрно-белым оперением. У них длинная шея и очень длинные ноги. У всех видов очень длинный и тонкий клюв, который либо прямой, либо выгнут вверх. У шилоклювых не встречается выраженного полового диморфизма, оба пола окрашены одинаково. Пищу они ищут бродя по мелководью, быстрыми движениями клюя встречающуюся им добычу.

## Роды и виды
В состав семейства включают три рода с 10 видами:
- Род Himantopus — Ходулочники
  - Himantopus himantopus — Ходулочник
  - Himantopus leucocephalus
  - Himantopus mexicanus
  - Himantopus melanurus
  - Himantopus novaezelandiae — Чёрный ходулочник
- Род Cladorhynchus — Полосатые ходулочники
  - Cladorhynchus leucocephalus — Полосатый ходулочник
- Род Recurvirostra — Шилоклювки
  - Recurvirostra avosetta — Шилоклювка
  - Recurvirostra americana — Американская шилоклювка
  - Recurvirostra novaehollandiae — Австралийская шилоклювка
  - Recurvirostra andina — Андская шилоклювка